# Distretto di Zharqajyń
Il distretto di Zharqajyń (in kazako  Жарқайың ауданы?) è un distretto (audan) del Kazakistan con  capoluogo Baranköl.